# Myopiarolis bicolor
Myopiarolis bicolor är en kräftdjursart som först beskrevs av Bruce 2008.  Myopiarolis bicolor ingår i släktet Myopiarolis och familjen Serolidae. Inga underarter finns listade i Catalogue of Life.